# Serie A de la Superliga Brasilera de Voleibol Masculino
La Serie A de la Superliga Brasilera de Voleibol Masculino es la máxima división del campeonato nacional de Brasil de voleibol masculino. En 2011 toma la actual denominación de Serie A tras la creación de la Serie B como segunda división.
Del torneo participan 12 equipos, de los cuales 8 avanzan a la postemporada o los play-offs para definir al campeón, mientras que los dos últimos equipos son relegados.
La Superliga es, junto con la Liga Argentina de Voleibol, uno de los torneos más dominantes a nivel continental en dicho deporte, tal es el caso que desde la reanudación de la competencia sudamericana, todas las ediciones fueron ganadas por equipos de ambos países.

## Modo de disputa
El torneo está dividido en dos fases, la temporada regular y la postemporada. Durante la primera etapa, todos los equipos se enfrentan los unos a los otros dos veces, una como local y otra como visitante. Los equipos sobre la base de sus resultados son puntuados y ordenados en una tabla de posiciones. Siguiendo las reglas de la FIVB, los equipos son puntuados tal que:
- Victoria por 3-0 o 3-1 da 3 puntos al vencedor y ninguno al derrotado.
- Victoria por 3-2 da 2 puntos al vencedor y 1 punto al derrotado.

Tras 22 partidos, los ocho mejores equipos avanzan a los play-offs, llaves de eliminación directa donde se emparejan a los mejores ubicados con los peores ubicados. Los equipos ganadores de sus llaves avanzan de fase hasta disputar la final a partido único, la cual corona al campeón de la temporada. Por otra parte, los dos últimos equipos son relegados a la Serie B.

## Equipos participantes
| - Caramuru Vôlei - SESC-RJ - Maringá Vôlei - EMS Taubaté Funvic - Vôlei UM Itapetininga - Sao Francisco Saude/Volei Ribeirão | - Fiat/Minas - Corinthians-Guarulhos - Sada Cruzeiro - São Judas Vôlei - SESI-SP - Vôlei Renata |

## Historial de campeones
| Campeonato Brasilero de clubes - 1976 — Botafogo - 1978 — Paulistano - 1980 — Pirelli - 1981 — Atlântica Boavista - 1982 — Pirelli - 1983 — Pirelli - 1984 — Minas Tênis Club - 1985 — Minas Tênis Club - 1986 — Fiat/Minas TC - 1987 — Banespa Liga Nacional de voleibol - 1988-89 — Pirelli - 1989-90 — Banespa - 1990-91 — Banespa - 1991-92 — Banespa - 1992-93 — Hoechst/Suzano - 1993-94 — Nossa Caixa/Suzano | Superliga - 1994-95 — Frangosul/Ginástica - 1995-96 — Olympikus/Telesp - 1996-97 — Report/Suzano - 1997-98 — Ulbra/Diadora - 1998-99 — Ulbra/Pepsi - 1999-2000 — Telemig Celular/Minas - 2000-01 — Telemig Celular/Minas - 2001-02 — Telemig Celular/Minas - 2002-03 — Ulbra - 2003-04 — Unisul - 2004-05 — Banespa/Mastercard - 2005-06 — Cimed - 2006-07 — Telemig Celular/Minas - 2007-08 — Cimed - 2008-09 — Cimed - 2009-10 — Cimed - 2010-11 — Sesi-SP Superliga - Serie A - 2011-12 — Sada Cruzeiro - 2012-13 — RJX - 2013-14 — Sada Cruzeiro - 2014-15 — Sada Cruzeiro - 2015-16 — Sada Cruzeiro - 2016-17 — Sada Cruzeiro - 2017-18 — Sada Cruzeiro - 2018-19 — EMS Taubaté Funvic |

### Títulos por clubes
- Minas Tênis Clube (7): 1984, 1985, 1986, 1999-2000, 2000-01, 2001-02 y 2006-07.
- Sada Cruzeiro (6): 2010-11, 2013-14, 2014-15, 2015-16, 2016-17 y 2017-18.
- Brasil Vôlei Clube (5):[n 1] 1987, 1989-90, 1990-91, 1991-92, 2004-05.
- Pirelli Esporte Clube (4): 1980, 10982, 1983 y 1988-89.
- Cimed (4): 2005-06, 2007-08, 2008-09 y 2009-10.
- União Suzano (3): 1992-93, 1993-94 y 1996-97.
- Ulbra (3): 1997-98, 1998-99 y 2002-03.
- Botafogo (1): 1976.
- C.A. Paulistano (1): 1978.
- Atlântica Boavista (1): 1981.
- Frangosul (1): 1994-95.
- Olympikus/Telesp (1): 1995-96.
- Unisul E.C. (1): 2003-04.
- Sesi-SP (1): 2010-11.
- RJX (1): 2012-13.
- EMS Taubaté Funvic (1): 2018-19.